# Liste der Monuments historiques in Marcq (Ardennes)
Die Liste der Monuments historiques in Marcq führt die Monuments historiques in der französischen Gemeinde Marcq auf.

## Liste der Immobilien
| Bezeichnung     | Beschreibung                                                                                      | Standort                  | Kennzeichnung | Schutzstatus | Datum | Bild           |
| --------------- | ------------------------------------------------------------------------------------------------- | ------------------------- | ------------- | ------------ | ----- | -------------- |
| Château Mercier | auch Château de Marcq; Corps de Logis, im Portal bezeichnet 1760; mit Umfassungsmauer des Gartens | 2 rue de Coqillard (Lage) | PA08000008    | Inscrit      | 2002  | weitere Bilder |